# Sam Matekane
Sam Matekane   (Mantsonyane, 15 de març de 1958), de nom complet Samuel Ntsokoane Matekane, és un empresari i polític mosotho que ocupa el càrrec de primer ministre de Lesotho des del 28 d'octubre de 2022. És el fundador de Matekane Group of Companies i va ser guardonat empresari africà de l'any per Forbes el 2021. Va formar un partit polític; el Revolution For Prosperity (RFP) el març de 2022, que va guanyar les eleccions generals de Lesotho de 2022.